# Бахрије Учок
Бахрије Учок (тур. Bahriye Üçok; 1919 — Анкара, 6. октобар 1990) била је турска списатељица, академик теологије, либерална политичарка, колумнисткиња и активисткиња за женска права чије је убиство 1990. још увек неразјашњено.

## Биографија
Рођена у Трабзону, Бахрије Учок је стекла основно образовање у Ордуу, а затим је завршила Женску средњу школу Кандили у Истанбулу. Она је дипломирала средњовековну исламску и турску историју на Филолошко-географско-историјском факултету, Универзитета у Анкари. Истовремено, она је похађала Државни конзерваторијум и дипломирала је Оперу.
После једанаест година, радила је као професор у средњој школи у Самсуну и Анкари, а 1953. године се запослила на Универзитету у Анкари као асистент на Богословском факултету. Докторирала је 1957. године, а 1965. је постала ванредни професор са својом тезом о „женским владарима у исламским земљама” и на крају стални професор, први женски професор на овом факултету. Течно је говорила арапски и персијски, те је тумачила Куран на савремен, реалистичан и толерантан начин.
Године 1971. изабрана је за сенатора, и тада започиње њена политичка каријера. Бахрије Учок се 1977. године придружила Републиканској народној партији левог центра. Након војног пуча 1980, она је основала Народну странку (Halkçı Parti) и 1983. године била је изабрана за представника Ордуа у парламенту. Године 1985, након спајања, њена странка је преименована у Социјалдемократску народну странку (СХП).
Она је такође објављивала своје мишљење у колумни у новинама „Џумхуријет”. Након гостовања на ТВ Форум, на којем је изјавила да ношење вела (хиџаба) у исламу није обавезно, Бахрије је стално добијала претње од стране милитантне организације „Исламски покрет” (тур. İslami Hareket). Недуго затим, 6. октобра 1990. године, она је убијена од стране бомбе пакета, када је покушала да отвори запаковану књигу испред своје куће. Убиство је остало неразјашњено. Она је сахрањена на гробљу Каршијака у Анкари.
Гулај Џалап, позната као радница која је прихватила пакет за испоруку, нестала је на дужи период након атентата. Дана 16. јануара 1994. године, она је ухапшена у Измиру, као измирски представник Револуционарне народне партије, организације која је верна странци ПКК. Суд ју је осудио на затворску казну у трајању од 22 године и 6 месеци, где је остала 12 година. Џалап се придружила ДТП 2007. године и постала њена потпредседница у новембру 2007. године.